# Yves Ramousse

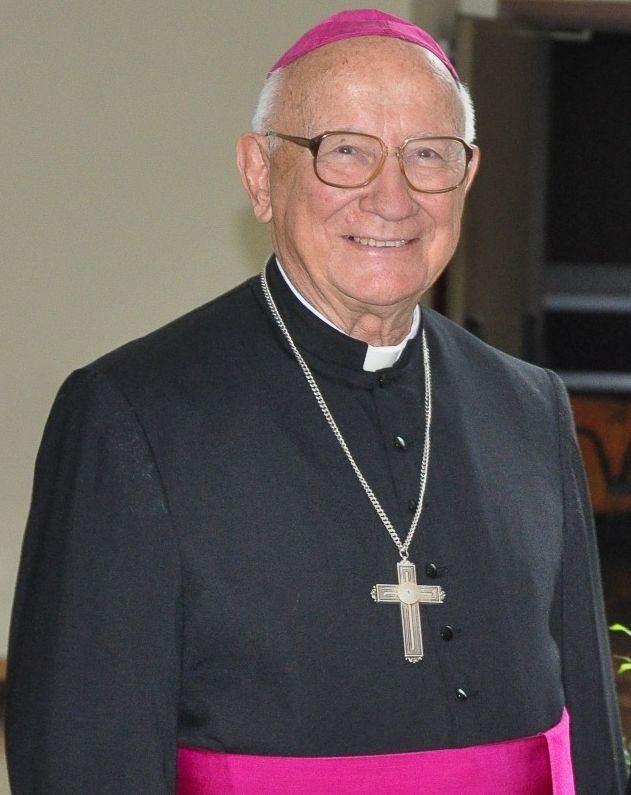
Yves Ramousse, 2021

Yves–Marie Georges René Ramousse MEP (* 23. Februar 1928 in Sembadel, Département Haute-Loire; † 26. Februar 2021 in Montauban, Département Tarn-et-Garonne) war ein französischer römisch-katholischer Ordensgeistlicher und Apostolischer Vikar von Phnom-Penh.

## Leben
Yves Ramousse trat der Ordensgemeinschaft der Pariser Mission bei und empfing nach seiner theologischen Ausbildung am 4. April 1953 die Priesterweihe. Er war seit 1957 in Kambodscha tätig.
Papst Johannes XXIII. ernannte ihn am 12. November 1962 zum Titularbischof von Pisita und zum Apostolischen Vikar von Phnom Penh. Der emeritierte Apostolische Vikar von Phnom-Penh Gustave Raballand MEP weihte ihn am 24. Februar des nächsten Jahres zum Bischof; Mitkonsekratoren waren Henri Pinault MEP, Bischof von Chengdu, und Jean-Pierre Dozolme, Bischof von Le Puy-en-Velay. Er nahm an der zweiten bis vierten Sitzungsperiode des Zweiten Vatikanischen Konzils teil.
1968 gründete er die Bischofskonferenz von Laos und Kambodscha (CELAC) und war Initiator einer Bibelübersetzung in die Khmer-Sprache. Nach der Machtübernahme der Roten Khmer, der maoistisch-nationalistischen Guerillabewegung, die 1975 unter Führung von Pol Pot in Kambodscha an die Macht kam und bis 1979 das Land totalitär als Staatspartei regierte, trat er am 30. April 1976 zurück. Yves Ramousse war einer der letzten Ordensleute, die nach Ausreiseanordnung flüchten mussten. Bis zum Ende ihrer Herrschaft 1979 fielen den Roten Khmer nach den verbreitetsten Schätzungen etwa 1,7 bis 2,2 Millionen Kambodschaner (Khmer und Angehörige ethnischer und religiöser Minderheiten) zum Opfer. Ramousse setzte sich für kambodschanische Flüchtlinge ein, unter anderem zusammen mit dem PIME-Zentrum in Mailand zur Rettung von etwa zweitausend kambodschanischen und vietnamesischen Bootsleuten. Er kehrte 1989 mit einem Hilfskomitee nach Kambodscha zurück.
Papst Johannes Paul II. ernannte ihn nach dem Ende des Bürgerkriegs zum zweiten Mal am 6. Juli 1992 zum Apostolischen Vikar von Phnom Penh mit der Aufgabe des Wiederaufbaus der katholischen Kirche in Kambodscha. Viele Kirchenangehörige, kambodschanischen Priester und Ordensleute waren unter den Vermissten des Krieges und waren dem Genozid in Kambodscha zum Opfer gefallen. 1994 konnte er eine Aufnahme diplomatischer Beziehungen zum Heiligen Stuhl einleiten. 1997 wurde die römisch-katholische Kirche als Religionsgemeinschaft staatlich anerkannt. Am 14. April 2001 nahm Papst Johannes Paul II. sein vorzeitiges Rücktrittsgesuch an.
Ramousse verstarb am 26. Februar 2021 an den Folgen einer Sars-CoV-2-Infektion als dienstältester französischsprachiger Bischof an seinem Altersruhesitz im französischen Montauban. Der Nachruf zu seinem Tode der Nachrichtenagentur Agenzia Fides wurde übertitelt mit ’Bischof Ramousse ist tot: Er half der katholischen Kirche des Landes „aus der Asche aufzustehen“’.